# Гълъб войвода
 Тази статия е за хайдутина от Калофер.  За хайдутина от Омарчево вижте Гълъб войвода (Омарчево).  
Гълъб войвода, чието рождено име е Христо Донов Сариев, е български войвода и революционер.

## Биография
Работи като бюфетчик на френския параход „Миневра“, като тайно пренася революционна литература от Румъния в Истанбул, откъдето тя се разпространява по българските земи. През 1867 г. му е възложено да подхвърли мемоара на ТЦБК, където отива в двореца на султан и на чист френски език преоблечен като френски матрос му го поднася и веднага изчезва, укрива се при котвата на парахода, когато султанът прочита заплашителното писмо в което искат църковна свобода, ако ли не султанът ще бъде убит, тогава той изпраща цялата си потеря да търси мистериозния моряк, но не го открива. След известно време параходът спира на цариградското пристанище и пред него се явява „българина“ от Габрово и го предава за една студентска стипендия след това го кани на кафе и слизайки от параходът Христо Сариев е арестуван разбирайки, че поканата за кафе е капан. И е изпратен в Дярбекир на заточение, там прекарва 7 години и след това през 1877 се предполага, че бяга през отходните води с българина Янко от Русчук (Русе). След това работи в корабна Индийска компания, където пътува по Индийските пристанища. Предполага се, че той е първият българин стъпил в Южна Aмерика, владял е девет езика включително перфектен френски, руски, турски, индийски и други. Рядко надчетен и културен човек.